# Yasuhiro Kai
Yasuhiro Kai (jap. 甲斐 康浩 Kai Yasuhiro; ur. 30 kwietnia 1968 w prefekturze Fukuoka) – japoński judoka. Olimpijczyk z Barcelony 1992, gdzie zajął siódme miejsce w wadze półciężkiej.
Piąty na mistrzostwach świata w 1993. Startował w Pucharze Świata w 1992. Złoty medalista igrzysk azjatyckich w 1990. Wicemistrz Azji w 1988 roku.

## Letnie Igrzyska Olimpijskie 1992
| Konkurencja | Eliminacje          | Eliminacje          | Repasaże             | Repasaże          | Repasaże                   | Klas. końcowa |
| Konkurencja | Przeciwnik I        | Przeciwnik II       | Przeciwnik I         | Przeciwnik II     | Przeciwnik III             | Miejsce       |
| ----------- | ------------------- | ------------------- | -------------------- | ----------------- | -------------------------- | ------------- |
| 95 kg       | Dano Pantić (IOP) Z | Theo Meijer (NLD) P | Vladas Burba (LTU) Z | Leo White (USA) Z | Dmitrij Siergiejew (EUN) P | 7.            |